# João Victor (football, 1988)
João Victor de Albuquerque Bruno, dit João Victor ou João, est un footballeur brésilien, né le 7 novembre 1988 à Olinda au Brésil. Il évolue actuellement au poste de milieu défensif à l'Hyderabad FC.

## Carrière
- 2006-2008 :  Clube Náutico Capibaribe
- 2008 :  AD São Caetano
- 2008-2009 :  Mogi Mirim EC
- 2009-2010 :  FK Bunyodkor
- 2010-2015 :  RCD Majorque
- 2015-2019 :  Anórthosis Famagouste
- 2019-2020 :  Umm Salal SC
- 2020 :  OFI Crète
- Depuis 2020 :  Hyderabad FC[1]

## Palmarès
FC Bunyodkor
- Champion d'Ouzbékistan en 2010.
- Vainqueur de la Coupe d'Ouzbékistan en 2010.